# Víctor Hugo Robles Fuentes
Robles  Fuentes est un nom espagnol. Le premier nom de famille, en général paternel, est Robles ; le second, en général maternel, souvent omis, est Fuentes.
Pour les articles homonymes, voir Victor Hugo (homonymie), Robles et Fuentes.
Víctor Hugo Robles Fuentes, également connu sous le nom Le Che des gays, né en 1969, est un journaliste, animateur de radio et militant gay chilien.

## Biographie

### Enfance
Víctor Hugo Robles est né en 1969. Il grandit dans un quartier de Conchalí, cadet d'une famille de quatre enfants, parmi lesquels le footballeur Héctor Robles. Son père est entraîneur du club de football Unión El Cortijo, sa mère est la dirigeante du club de supporters.

### Études
Il commence des études de philosophie à l'Université de Playa Ancha à Valparaíso puis au bout d'un anil étudie le journalisme à l'Université des Arts et des Sciences Sociales (Arcis).

### Homosexualité et militantisme
Sa famille voit son homosexualité comme quelque chose de bizarre et l'emmène voir un psychologue dans son enfance. Malgré ses tentatives de le dissimuler, son côté efféminé lui vaut du harcèlement.
En 1992, il intègre le Mouvement d'intégration et de libération homosexuelle (Movilh), après avoir connu l'organisation lors de son premier événement public. Quelques années plus tard, il se retire du mouvement, en dénonçant le manque de représentation des lesbiennes et des travestis lors des élections internes.
En 1994, à l'âge de 25 ans, il devient porteur du VIH à la suite de son « premier amour ».
En 1995, il dirige la campagne contre l'article 365 du Code Pénal, qui condamne la pratique consentie de la sodomie entre adultes.
Militant du parti communiste pendant des années, il soutient en 1999 la candidature présidentielle de Gladys Marin.
En 2005 sort le documentaire « Le Che des gays » sur sa vie,. Il est présenté dans divers festivals au Chili et à l'étranger, dont le festival international du documentaires de Santiago, le festival international de cinéma de Viña del Mar, le festival international de cinéma de Valdivia et le festival international du nouveau cinéma latinoaméricain de La Havane.
En entretien en 2015, il critique le manque d'inclusion de la part de la fondation Iguales et le Movilh, que selon il n'intégrent pas aux plus discriminés. En 2018, il indique moins participer aux marches homosexuelles et rechercher l'intersectionnalité : « Je vais peu aux marches gays, parce que je sens qu'on n'est pas seulement homosexuel, on est aussi féministe, on est aussi mapuche, on est aussi ouvrier, écologiste. C'est-à-dire que je fais un croisement des luttes de la diversité sexuelle avec celles du mouvement social ».
En 2018, il réalise avec Florence Doray et Constance Valdivia la web série documentaire Siempre Vivas, Memorias del SIDA en Chile (Toujours Vivantes, Mémoires du SIDA au Chili).
Pendant la pandémie du COVID-19, il dénonce des négligences et des discriminations envers les personnes porteuses du VIH. Robles et différentes personnes séropositives ont dû faire des demandes de protection devant des cours d'appel pour recevoir plus d'un mois de traitement antirétroviral et ainsi diminuer le risque de contagion,. Via la campagne Terapias VIH Multimes (Thérapies VIH multimois), il exige que les traitements soient donnés pour plus d'un mois, selon les recommandations d'Onusida,. Il lutte également pour qu'aucun document additionnel ne soit demandé pour la vaccination, en particulier des preuves de maladies chroniques ou de VIH, ce qui est accepté et résolu grâce à une circulaire du ministère ; cependant, dans beaucoup d'endroits cette circulaire n'est pas respectée.
En 2023, il réalise avec Carolina Espinoza le documentaire Les folles du 73, dans lequel la Medallita, Marcela Dimonti, Brenda et Marco Ruiz revivent la manifestation à laquelle ils ont participé le 22 avril 1973 contre la discrimination sociale et la répression policière, qui est considérée comme manifestation LGBT en Amérique latine.

### Personnage du Che
L'écrivain Pedro Lemebel, qu'il a connu au Movilh et qui avait créé son personnage au sein du duo artistique las Yeguas del Apocalipsis (les Juments de l'Apocalypse), lui conseillé se créer un personnage.
Le 28 juin 1997, le corps du Che Guevara est retrouvé en Bolivie. Robles avait mis du rouge à lèvres sur sa photo de Guerrillero Heroico affichée dans l'Université Arcis et le 4 septembre 1997, il crée le personnage du Che des gays. Sa première apparition a lieu lors d'un événement organisé par Vicente Ruiz et Patricia Rivadeneira contre la censure dans une ancienne boîte de nuit de la rue San Diego : vêtu d'un maillot de la sélection chilienne, d'un béret noir orné d'une étoile au centre, cheveux longs et portant du rouge à lèvres, il s'approche de Rivadeneira qui marche en drag king et lui jette un bidon plein d'eau. Rivadeneira lui donne son pénis factice et Robles le lève et déclare «je suis le Che des gays et j'aime la bite ».

### Expérience professionnelle
Le 15 juin 1993, Robles commence à travailler pour le programme de radio Triangle ouvert sur Radio Tierra, qui traite de sujets pour la communauté homosexuelle, et duquel il est un des animateurs pendant les 14 ans d'existence du programme.

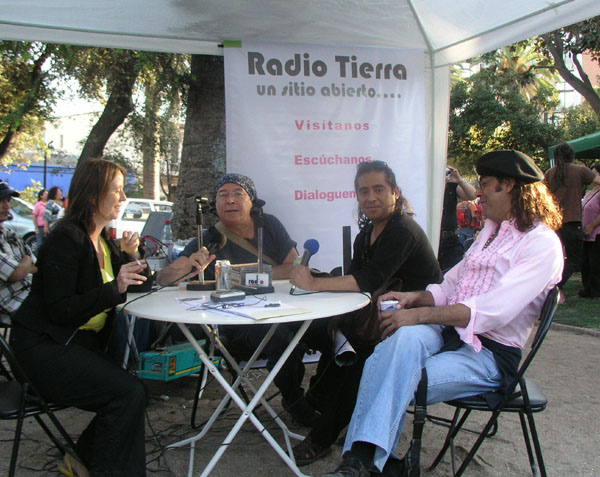
Émission de Triangle ouvert avec Pedro Lemebel et Víctor Hugo Robles(seconde et chambre de gauche à droite, respectivement).

Il est l'un des premiers collaborateurs de l'agence d'informations Presentes (Présentes), créée en 2016.
Il travaille également comme responsable de la maison d'éditions de l'Arcis. Il est aussi président du syndicat et secrétaire général du syndicat de la Arcis,.
En 2022, il travaille comme chargé de réseaux sociaux pour la fondation Margen et il anime le programme de radio Siempre viva en vivo (Toujours vivant en direct) pour la Radio Université du Chili.

## Publications
- Bandera Hueca, Historia del movimiento homosexual en Chile, 2008, Colección Memorias Sociales, Editorial ARCIS/Editorial Cuarto Propio,  (ISBN 9789562604369)
- El diario del Che Gay en Chile, août 2015, éditions Siempre Viva Ediciones,  (ISBN 9789569712005)
- Sida en Chile Historias Fragmentadas, 2015, Amelia Donoso y Víctor Hugo Robles, Ocho Libros Editores,  (ISBN 9789569712012)

## Filmographie
- « Le Che des gays », documentaire réalisé par Arturo Álvarez, 2005
- Siempre Vivas, Memorias del SIDA en Chile, web série documentaire réalisée par Florence Doray, Constance Valdivia et Víctor Hugo Robles, 2018
- Les folles du 73, documentaire réalisé par Carolina Espinoza et Víctor Hugo Robles, 2023